# Діего Клаттенгофф
Дієго Клаттенгофф (англ. Diego Klattenhoff; 30 листопада 1979, Френч-Рівер) — канадський актор кіно і телебачення.

## Життєпис
Дієго Клаттенгофф народився у 1979 році в маленькій комуні Френч-Рівер у Новій Шотландії. У нього є брат. У 1998 році переїхав до Торонто, щоб почати акторську кар'єру. Навчався в театральних майстернях, водночас заробляв на життя, працюючи барменом. 
Перша помітна роль у Діего Клаттенгоффа була у фільмі «Погані дівчата» з Ліндсі Лоан та Рейчел Мак-Адамс у 2004 році. На телебаченні вперше з'явився у 2001 році, виконавши невелику роль у двох епізодах серіалу «Доктор». З 2006 року Діего Клаттенхофф грає в ролях другого плану у фільмах і серіалах. Глядачі запам'ятали Діего Клаттенхофф, по ролі Майка Фабера в серіалі «Родина», найкращий друг якого повертається після семирічного перебування в іракському полоні. Серіал зібрав безліч нагород, у складі акторського ансамблю Клаттенгофф був номінований на «Еммі». У 2013 році Діего Клаттенгофф отримав головну роль агента ФБР Дональда Ресслера в серіалі «Чорний список».
Загалом до 2014 року Клаттенгофф знявся у майже півсотні фільмів та серіалів.

## Нагороди та номінації
- 2013 — Премія Гільдії кіноакторів США в категорії «Найкращий акторський склад в драматичному серіалі» за роль (спільно з 14-ма іншими акторами) в серіалі «Чужий серед своїх» — номінація.

## Фільмографія

### Широкий екран
- 2004 — Погані дівчиська / Mean Girls — Шейн Оман
- 2005 — Принцеса льоду / Ice Princess — Кайл Дейтон
- 2006 — Щасливе число Слевіна / Lucky Number Slevin — Джинджер
- 2008 — Інформатори / The Informers — Дерк
- 2010 — Суха земля / The Dry Land — Генрі
- 2012 — Безумовний / Unconditional — Біллі
- 2013 — Після нашої ери / After Earth — рейнджер-ветеран
- 2013 — Тихоокеанський рубіж / Pacific Rim — Янсі Бекет

### Телебачення
- 2001–2002 — Доктор / Doc — Джейсон (у 2 епізодах)
- 2003 — Veritas: У пошуках істини / Veritas: The Quest — Тімас (в 1 епізоді)
- 2003 — Мутанти Ікс / Mutant X — Джонні (в 1 епізоді)
- 2005 — Таємниці Смолвіля / Smallville — Джош Грінфілд (в 1 епізоді)
- 2005 — Вбивство в Гемптонсі / Murder in the Hamptons — співробітник дорожньої поліції
- 2005 — Зоряні ворота: SG-1 / Stargate SG-1 — капітан команди (в 1 епізоді)
- 2005 — Шанайя: Життя у восьми альбомах / Shania: A Life in Eight Albums — Пол
- 2006 — У готелі / At the Hotel — Янг Джейкоб (в 6 епізодах)
- 2006 — Ясновидець / Psych — Ділан Максвелл (в 1 епізоді)
- 2006 — Надприродне / Supernatural — Дьюен Таннер (в 1 епізоді)
- 2007 — Вістлер / Whistler — Дерек (у 12 епізодах)
- 2008 — Люди в деревах / Men in Trees — Іван палачинке, хорватська хокеїст (в 6 епізодах)
- 2009 — Читач думок / The Listener — Том Кроуфорд (в 1 епізоді)
- 2009 — Швидка допомога / ER — Джей (в 1 епізоді)
- 2009 — 24 години / 24 — сержант Кедді (у 2 епізодах)
- 2009–2010 — Милосердя / Mercy — Майк Келлахан (у 22 епізодах)
- 2011 — Falling Skies — лейтенант Деннер (в 1 епізоді)
- 2011–2013 — Чужий серед своїх / Homeland — Майк Фейбер, капітан / майор морської піхоти США[3] (у 25 епізодах)
- 2012 — Лонгмайер / Longmire — Елі (в 1 епізоді)
- 2013 — 2023 — Чорний список / The Blacklist — Дональд Ресслер, агент ФБР[4] (в 133 епізодах)